# Chrysler
Chrysler – amerykański producent samochodów osobowych z siedzibą w Auburn Hills działający od 1925 roku. Jako Chrysler Corporation także koncern motoryzacyjny w latach 1925–1998 i 2007–2014. Należy do międzynarodowego koncernu Stellantis.

## Marki koncernu Chrysler

### Drugie Chrysler Corporation (2007–2014)
- Chrysler – amerykańska marka samochodów powstała w 1925, należąca do Chrysler Corporation w latach 1925–1998 i 2007–2014,
- Dodge – amerykańska marka samochodów powstała w 1920, należąca do Chrysler Corporation w latach 1928–1998 i 2007–2014,
- Jeep – amerykańska marka samochodów powstała w 1943, należąca do Chrysler Corporation w latach 1987–1998 i 2007–2014,
- Ram – amerykańska marka samochodów powstała w 2010, należąca do Chrysler Corporation w latach 2010–2014,
- GEM – amerykańska marka samochodów powstała w 1992, należąca do Chrysler Corporation w latach 2007–2011,

### Pierwsze Chrysler Corporation (1925–1998)
- Graham Brothers – amerykańska marka powstała w 1916, należąca do Chrysler Corporation w latach 1928–1929,
- DeSoto – amerykańska marka Chrysler Corporation z lat 1928–1961,
- Fargo – amerykańska marka Chrysler Corporation z lat 1913–1972,
- Simca – francuska marka samochodów z lat 1934–1970, należąca do Chrysler Corporation w latach 1967–1970,
- Singer – brytyjska marka samochodów z lat 1875–1970, należąca do Chrysler Corporation w latach 1967–1970,
- Matra – francuska marka samochodów z lat 1962–1984, należąca do Chrysler Corporation w latach 1967–1976,
- Humber – brytyjska marka samochodów z lat 1905–1976, należąca do Chrysler Corporation w latach 1967–1976,
- Commer – brytyjska marka samochodów z lat 1887–1976, należąca do Chrysler Corporation w latach 1967–1976,
- Hillman – brytyjska marka samochodów z lat 1907–1976, należąca do Chrysler Corporation w latach 1967–1976,
- Sunbeam – brytyjska marka samochodów z lat 1905–1976, należąca do Chrysler Corporation w latach 1967–1976,
- Barreiros – hiszpańska marka samochodów z lat 1954–1978, w należąca do Chrysler Corporation w latach 1969–1978,
- Karrier – brytyjska marka samochodów z lat 1908–1979, należąca do Chrysler Corporation w latach 1967–1979,
- Imperial – amerykańska marka Chrysler Corporation z lat 1955–1975 oraz 1980–1983,
- AMC – amerykańska marka samochodów powstała w 1954, należąca do Chrysler Corporation w latach 1987–1988,
- Lamborghini – włoska marka samochodów powstała w 1963, należąca do Chrysler Corporation w latach 1987–1994,
- Eagle – amerykańska marka Chrysler Corporation z lat 1988–1998,
- Plymouth – amerykańska marka Chrysler Corporation z lat 1928–2001,

### Oddziały
- Chrysler Amplex – oddział produkujący części działający w latach 1932–1988,
- Chrysler Argentina(inne języki) – regionalny oddział działający w latach 1959–1971,
- Chrysler Australia(inne języki) – regionalny oddział działający w latach 1959–1971,
- Chrysler Europe(inne języki) – regionalny oddział działający w latach 1959–1971,
- Chrysler Marine – oddział produkujący osprzęt morski działający w latach 1927–1980,
- Envi – oddział rozwijający samochody elektryczne w latach 2007–2009,
- Mopar – producent części i komponentów działający od 1937, należący do Chrysler Corporation w latach 1937–1998 i 2007–2014,

### Spółki joint venture
- Global Engine Alliance – koreańsko-japońsko-amerykańskie joint venture działające w latach 2002–2012.
- Diamond-Star Motors – japońsko-amerykańskie joint venture działające w latach 1985–2015.

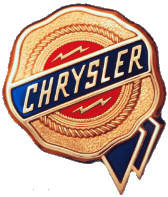
1925–1955
1955–1962
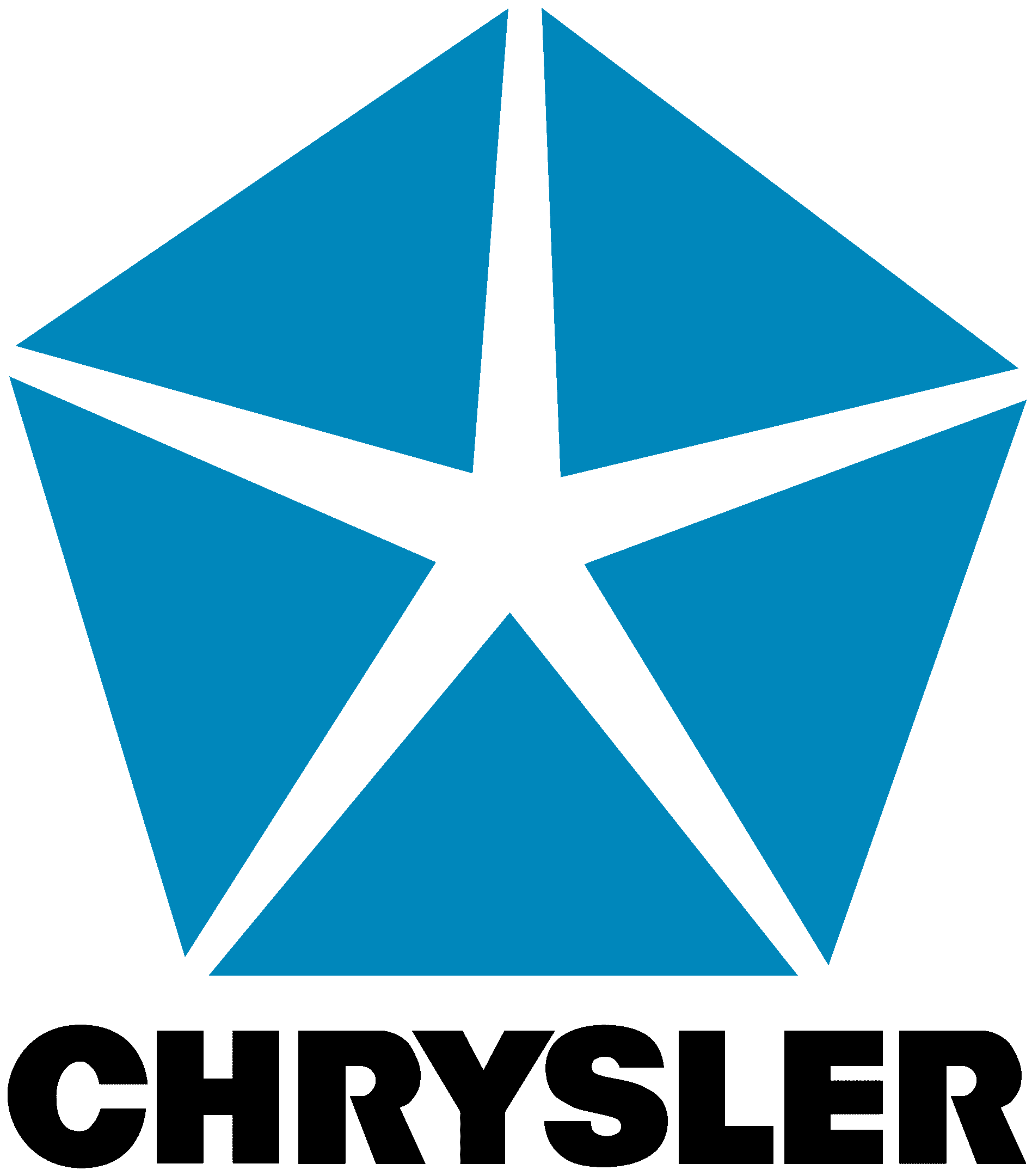
1962–1998
1998–2007 (DaimlerChrysler)
2007–2014
2014–2021 (FCA)
od 2021 (Stellantis)

## Historia

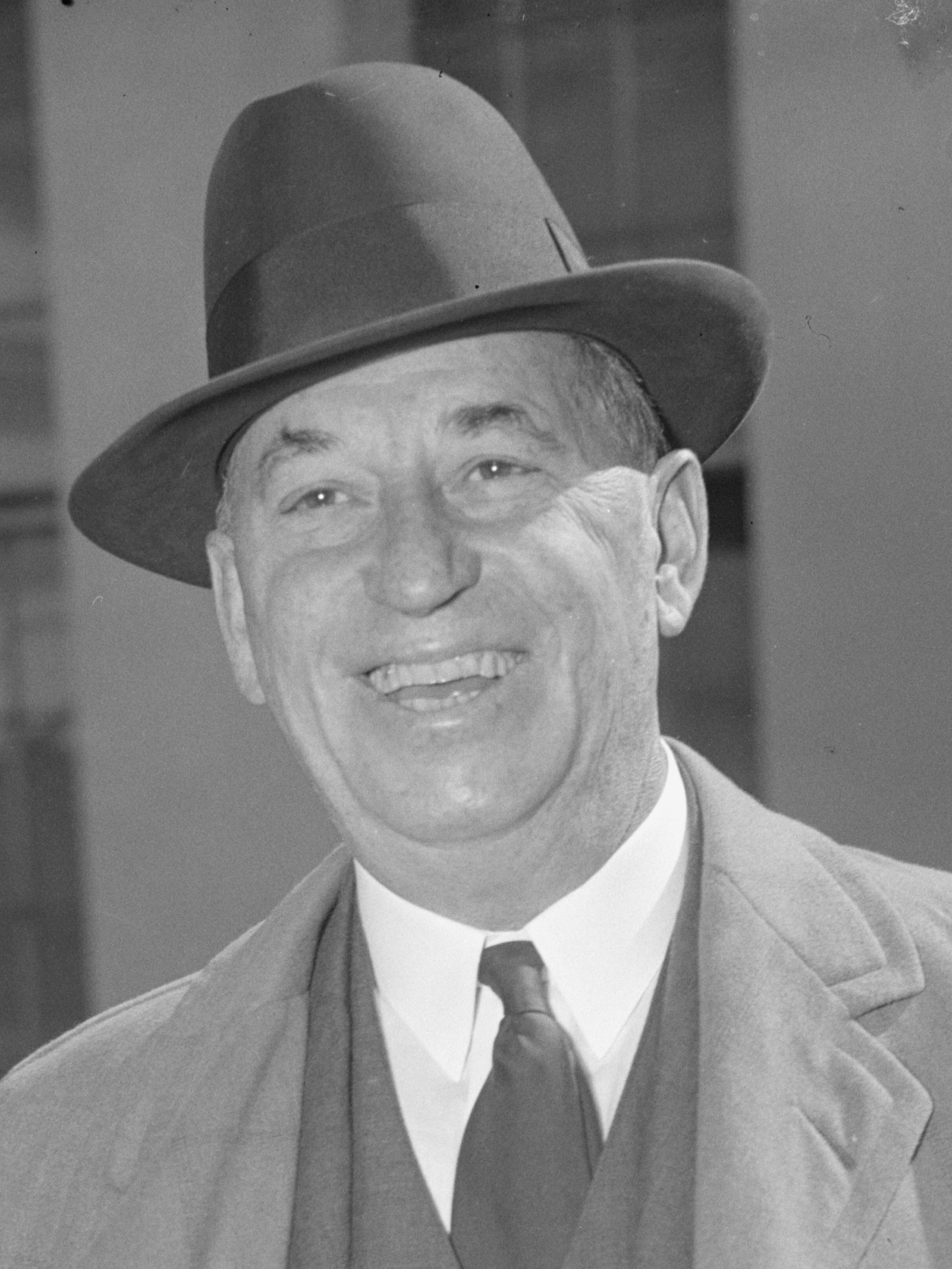
Walter Chrysler – założyciel przedsiębiorstwa

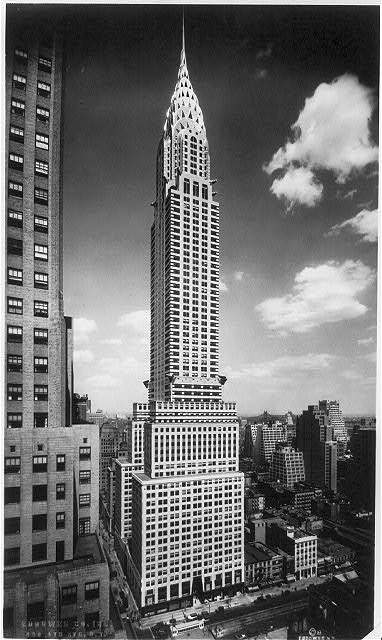
Chrysler Building – siedziba przedsiębiorstwa od lat 30. do późnych lat 50. XX w.

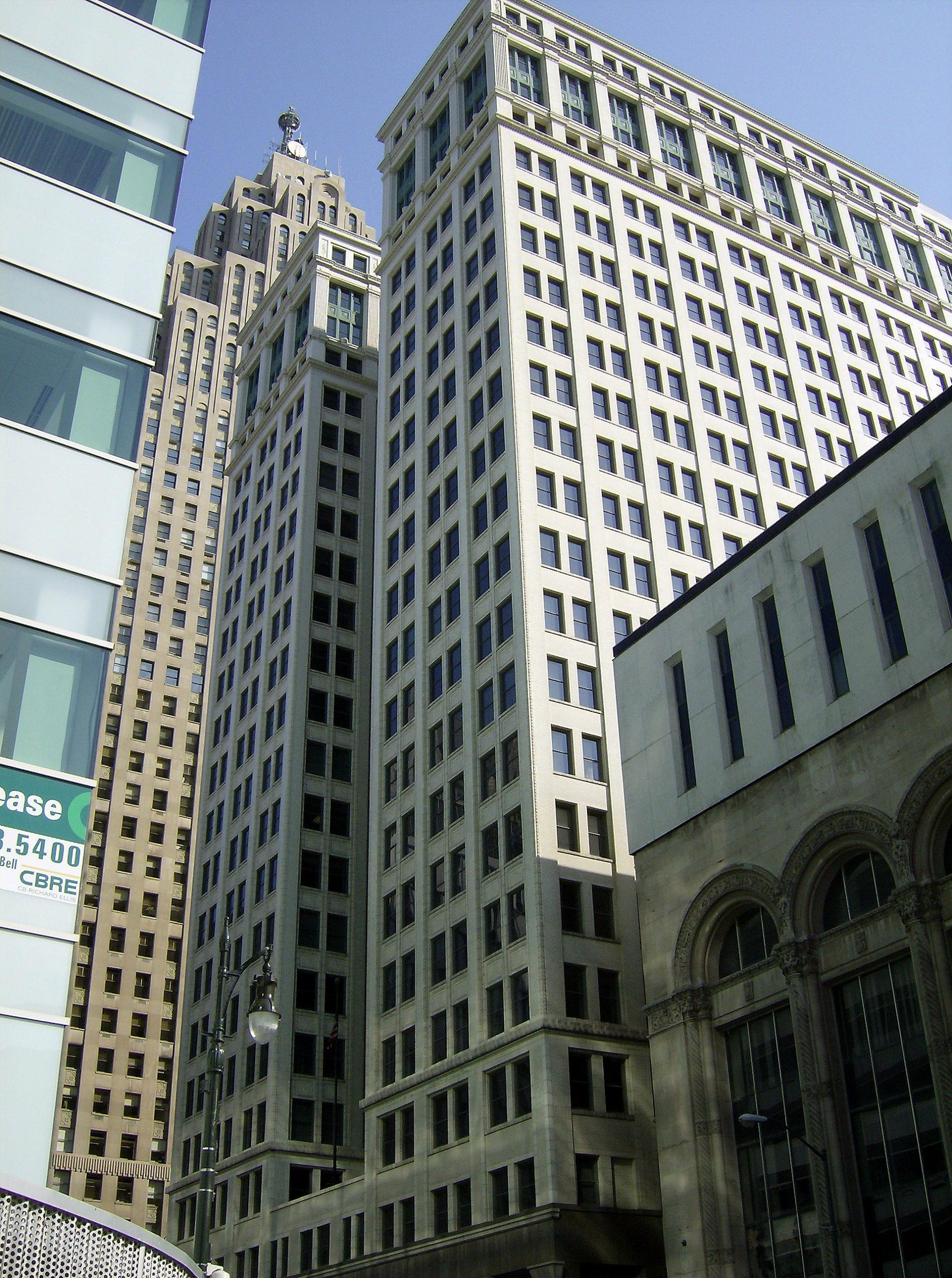
Chrysler House – obecna siedziba przedsiębiorstwa

Na początku XX wieku, w Salt Lake City zamieszkał młody maszynista parowozów z Kansas. Walter P. Chrysler rozpoczął pracę i karierę w Denver & Rio Grande Railroad. W 1912 Chrysler po raz pierwszy zaczął pracować w przemyśle motoryzacyjnym. Został szefem produkcji w Buick Motors we Flint, w stanie Michigan, USA. Trzy lata później objął funkcję prezesa Buick Motors, a w 1919, w wieku 45 lat, odszedł na emeryturę.
Rok później przedsiębiorstwo Willys-Overland Company poprosiło go o pomoc w przezwyciężeniu kryzysu. Sukces Chrysler osiągnął w 1921 dzięki objęciu stanowiska przewodniczącego rady nadzorczej Maxwell Motor Company (niektóre źródła podają Maxwell-Chalmers). Przejął większość udziałów w tym przedsiębiorstwie i uruchomił w niej produkcję samochodów pod marką Chrysler.
Pierwszym samochodem marki Chrysler wyprodukowanym w liczbie ponad 32 tysięcy egzemplarzy był Chrysler Six z 1924. 6 czerwca 1925 zmieniono firmę na Chrysler Corporation, siedzibę przedsiębiorstwa ulokowano w Highland Park, koło Detroit. W 1927 przedsiębiorstwo Chrysler Corporation stało się czwartym pod względem wielkości producentem samochodów w USA, a już siedem lat później wzrost produkcji zapewnił koncernowi drugą pozycję. 7 lipca 1928 zaprezentowany został pierwszy tani samochód nowej marki Plymouth. 31 lipca 1928 od przedsiębiorstwa Dillon, Read and Co. przejęte zostało przedsiębiorstwo Dodge. Walter P. Chrysler zrezygnował z przewodniczenia radzie nadzorczej w 1938. W tym okresie Chrysler Corporation wprowadziła na rynek szereg innowacyjnych modeli aut, takich jak Airflow i Newport. Od lat 30. koncern Chrysler wszedł na stałe do tzw. wielkiej trójki producentów samochodów w USA, obok Forda i General Motors (ang. The Big Three).
W czasie II wojny światowej od 1942 roku zaprzestano produkcji samochodów cywilnych i Chrysler Corporation przestawiła produkcję na potrzeby armii, produkując głównie czołgi i ciężarówki wojskowe. Produkcja samochodów ruszyła ponownie od 1946 roku, a nowe powojenne konstrukcje pojawiły się od 1949 roku. Duży wpływ na kondycję finansową przedsiębiorstwa miał kilkumiesięczny strajk robotników koncernu pod koniec lat 40. XX wieku. W jego wyniku koncern poniósł olbrzymie straty finansowe i stracił na korzyść koncernu Ford drugie miejsce na rynku Ameryki Północnej.
Po wojnie Chrysler dokonał szeregu osiągnięć w zakresie nowoczesnej konstrukcji i stylizacji samochodów. Był uważany za koncern przodujący pod względem techniki na rynku amerykańskim. Na 1951 rok modelowy wprowadzono silniki V8 typu Hemi, o lepszych osiągach, niż konkurencja. Pomiędzy 1950 a 1961 Virgil Exner, pierwszy wiceprezes Chryslera ds. stylistyki, nadzorował konstruowanie aut, które sam nazywał „autami marzeń”. Na 1955 rok modelowy wprowadzono nowocześnie stylizowane auta, w ramach programu stylistycznego Forward Look. Na 1957 rok koncern powtórzył sukces, wprowadzając w ramach drugiej odsłony tego programu najatrakcyjniej stylizowane samochody na rynku, lecz problemy z jakością tego rocznika spowodowały następnie kilkuletnie kłopoty firmy. Nowością technologiczną na rynku amerykańskim było przejście w 1960 roku na produkcję samochodów z lżejszymi nadwoziami samonośnymi.
Poszczególne oddziały koncernu Chrysler, produkujące samochody pod swoimi markami, były ze sobą powiązane i koncern produkował na rynek amerykański samochody z różnych segmentów cenowych. Najtańsze popularne samochody produkowano pod marką Plymouth (odpowiednik marek Ford i Chevrolet), markami ze średniego segmentu były Dodge i droższy DeSoto (istniejący do 1961 roku), a najdroższe samochody produkowano pod własną marką Chrysler. Dodatkowo w 1955 roku najbardziej luksusowy model Chrysler Imperial został przejściowo wydzielony jako osobna marka Imperial. Poszczególne marki jednak zazębiały się ze sobą i korzystały z tych samych komponentów mechanicznych, a czasem z tych samych konstrukcji samochodów.
Sama marka Chrysler po wojnie, do początku lat 70. miała udział w rynku wśród amerykańskich marek na ogół między około 2% a ponad 3% (między 9 a 12 miejscem). Do 1957 roku sprzedawała ponad 100 tysięcy samochodów rocznie (w 1950: 197 295). Na skutek problemów z jakością samochodów rocznika 1957, mimo ich atrakcyjnej stylizacji, w kolejnych trzech latach sprzedaż spadła do około 60–80 tysięcy, a udział w rynku do powyżej 1%. Od 1962 roku sprzedaż powróciła do poprzednich wartości, a między 1965 a 1969 rokiem przekraczała 200 tysięcy (w 1969: 264 863). W 1950 roku wyprodukowano dwumilionowy samochód pod marką Chrysler
W 1987 Chrysler wykupił AMC, ze względu na Jeepa. W 1992 roku siedzibę przedsiębiorstwa przeniesiono z Highland Park do Auburn Hills. W 1998 doszło do fuzji Daimler-Benz i Chrysler Corporation, prowadzącej do stworzenia koncernu DaimlerChrysler. Konstrukcje studyjne stwarzały okazję do wprowadzania nowych rozwiązań, co pozwalało na analizowanie reakcji przyszłych klientów na proponowane nowości. Na podstawie tej oceny zarząd przedsiębiorstwa podejmował decyzje o wprowadzeniu w życie nowych trendów. Entuzjastyczne przyjęcie projektów studyjnych samochodów Dodge Viper i PT Cruiser spowodowało ich wejście do produkcji.

### Kłopoty finansowe i fuzja z Fiatem

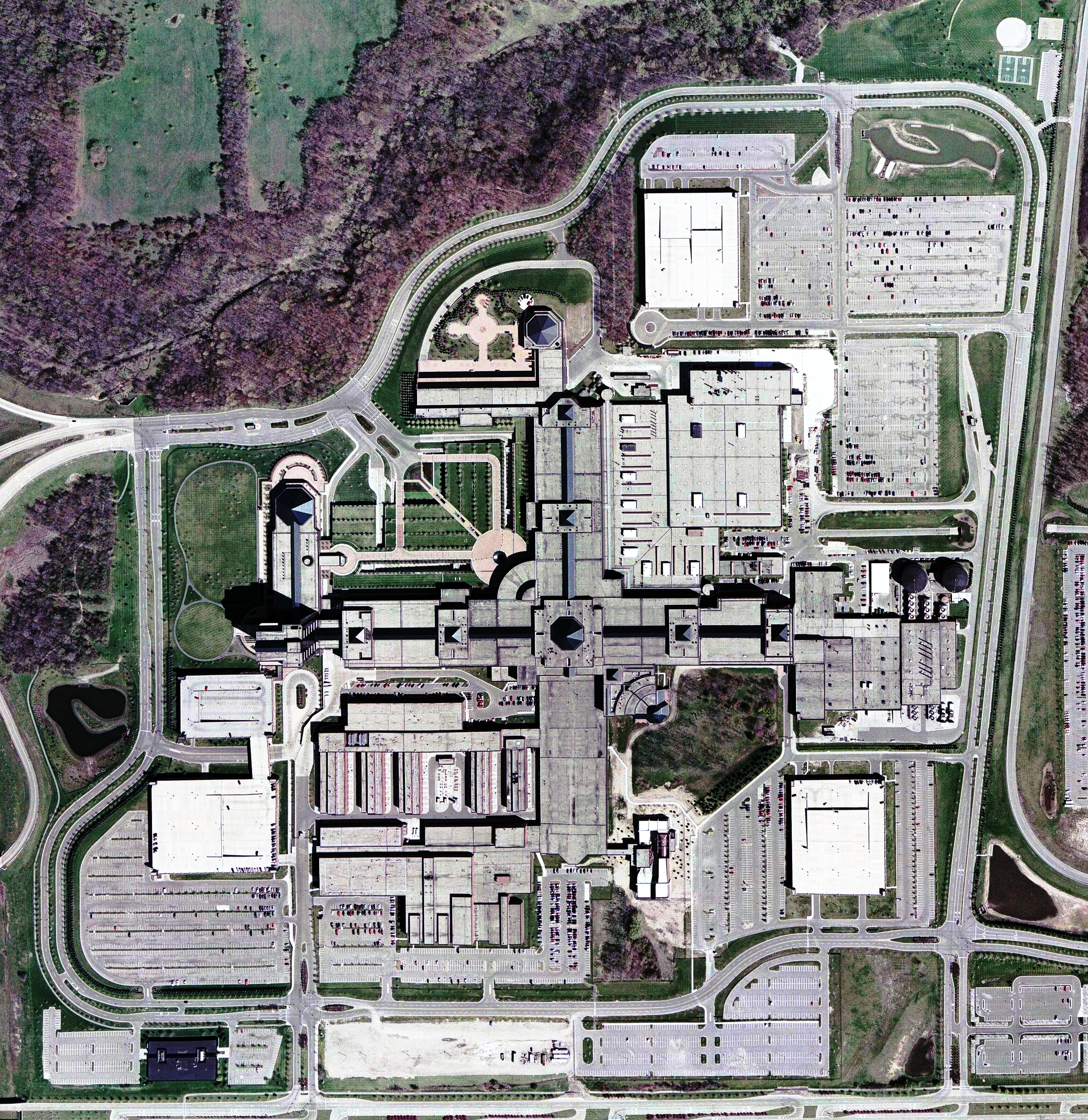
Centrum badawczo-rozwojowe FCA

W 2009 roku bankructwo przedsiębiorstwa potwierdził osobiście prezydent USA Barack Obama. W 2009 r. 20% akcji koncernu Chrysler zostało przejętych przez włoskiego Fiata.
21 lipca 2011 r. Fiat nabył od rządu kanadyjskiego udziały Chrysler Group LLC stanowiące 1,5% kapitału spółki („w ujęciu po zmniejszeniu”, ang. on a fully-diluted basis) za kwotę 125 milionów dolarów amerykańskich.
Ponadto 21 lipca 2011 r. Fiat nabył od Departamentu Skarbu Stanów Zjednoczonych udziały Chryslera w wysokości 6% (on a fully-diluted basis) za kwotę 500 milionów dolarów amerykańskich, według uzgodnień poczynionych przez strony na początku czerwca.
Na podstawie tych uzgodnień Departament Skarbu Stanów Zjednoczonych scedował również na rzecz Fiata prawa przysługujące mu z tytułu umowy Equity Recapture Agreement zawartej między Departamentem Skarbu Stanów Zjednoczonych i VEBA 10 czerwca 2009 za kwotę 75 milionów dolarów amerykańskich. Z powyższej kwoty 15 milionów dolarów amerykańskich wypłacono rządowi kanadyjskiemu na mocy porozumień między tym ostatnim i Departamentem Skarbu Stanów Zjednoczonych.
Na skutek powyższych zakupów Fiat posiadał 53,5% kapitału Chryslera, z uwzględnieniem efektu zmniejszenia Class A membership interests (akcji członkowskich klasy A), posiadanych przez członków (łącznie z Fiatem), wynikającego z realizacji ostatniego Performance Event (lub „Class B Event”) zawartego w umowie spółki Operating Agreement Chryslera. Wskutek realizacji ostatniego Performance Event w 2012 Fiat posiadał 58,5% kapitału Chrysler Group LLC.

### Powstanie FCA

Logo FCA

Na początku stycznia 2014 ogłoszono, że Fiat doszedł do porozumienia z funduszem VEBA w sprawie przejęcia pozostałej części udziałów Chryslera, za które Włosi mieli zapłacić 3 mld 650 mln dolarów. Transakcja miała zostać zakończona do 20 stycznia. 29 stycznia ogłoszono, że po trwającym 5 lat procesie sfinalizowano fuzję Fiata i Chryslera. W jej wyniku powstała nowa spółka o nazwie Fiat Chrysler Automobiles, którą zarejestrowano w Holandii, a której siedziba ze względów podatkowych znalazła się w Wielkiej Brytanii.
Według badania waszyngtońskiej organizacji Good Jobs First koncern Fiata otrzymał ok. 2 mld dolarów dotacji z programów federalnych i stanowych w okresie 2010-2013 – co uplasowało go wśród 10 najbardziej dotowanych przedsiębiorstw w USA.

### Powstanie Stellantis

Logo Stellantis

Po powstaniu w styczniu 2021 roku nowego międzynarodowego koncernu Stellantis, który utworzono po rozpoczętym w październiku 2019 roku procesie fuzji FCA z Groupe PSA, w mediach motoryzacyjnych ponownie pojawiły się doniesienia o niepewnej przyszłości Chryslera. Filia mogłaby według prasowych doniesień z początku 2021 roku zostać zlikwidowana w ramach planu oszczędnościowego.
Jednakże w drugiej połowie 2021 roku koncern Stellantis zaprzeczył plotkom na temat rzekomej redukcji swojego portfolio markowego, ogłaszając kompleksową strategię elektryfikacji i budowy nowego wizerunku każdej z podległych mu firm. W obszernych planach modelowych uwzględniono także Chryslera, którego oferta w 2024 roku po raz pierwszy od 2016 roku ma zostać zmodernizowana o nowy model. Zostanie nim elektryczny crossover średniej wielkości, którego zapowiedzią został prototyp Chrysler Airflow EV przedstawiony w połowie 2021 roku.

## Chrysler w Ameryce Północnej

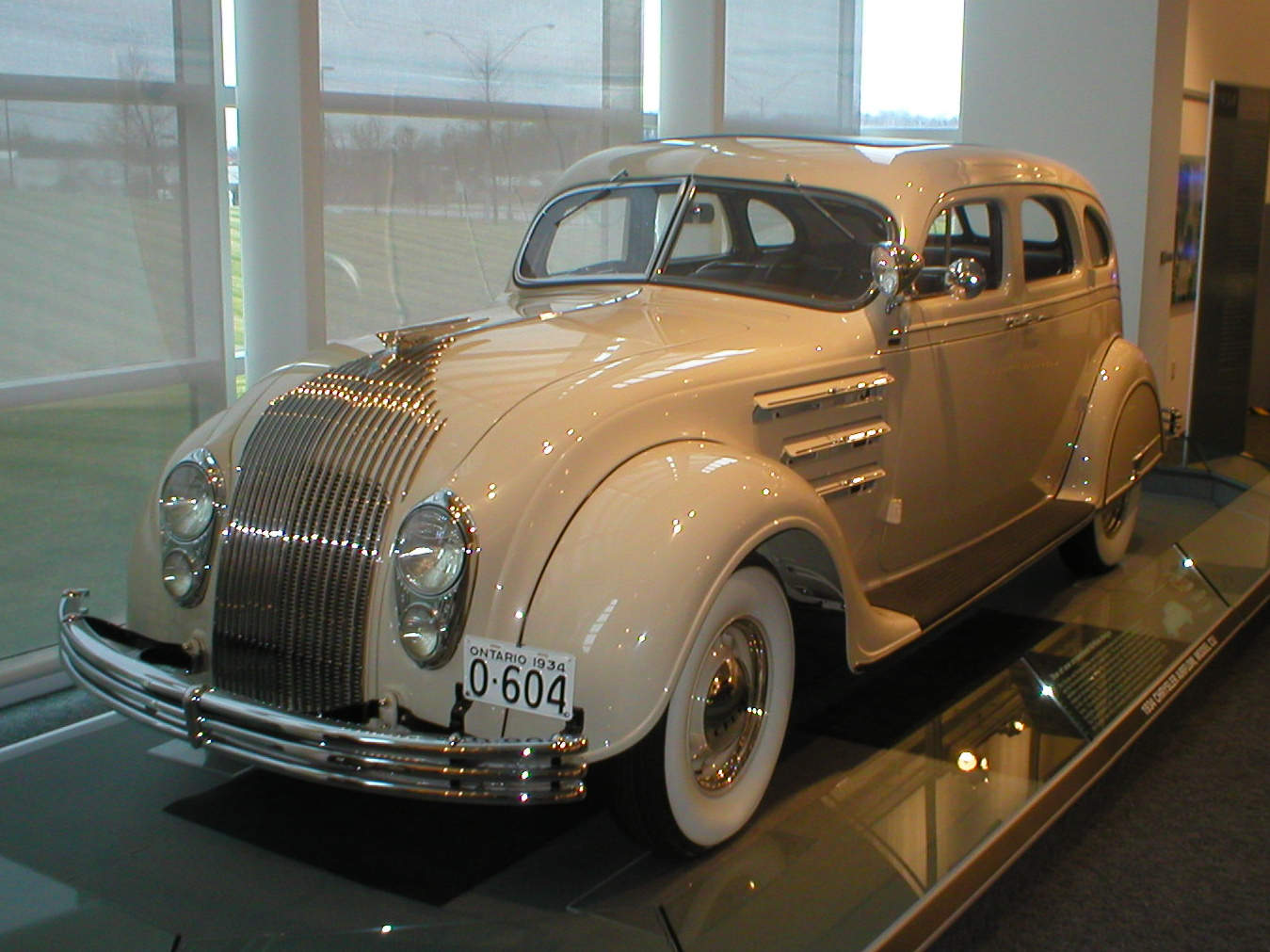
Chrysler Airflow

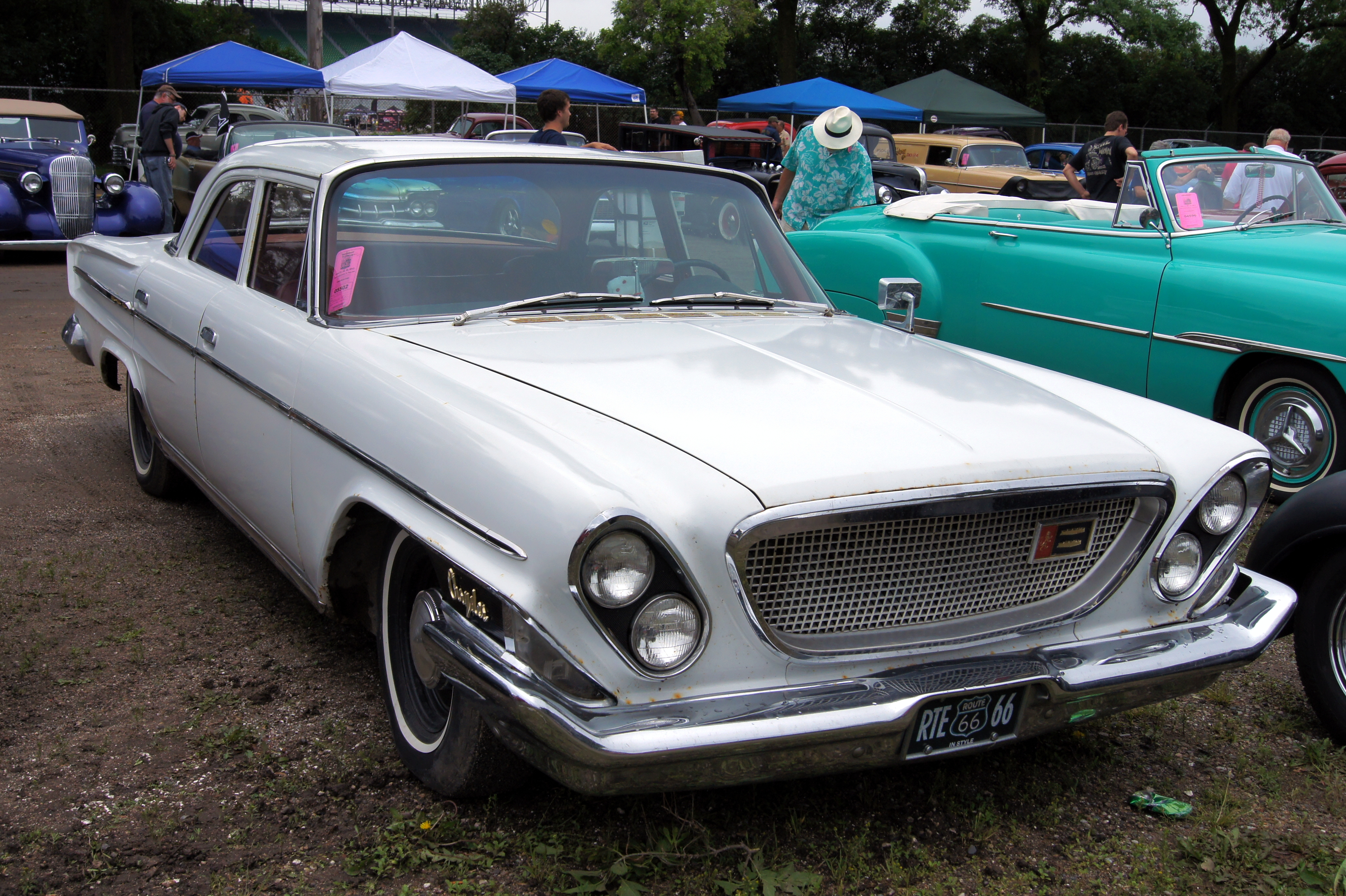
Chrysler Newport z 1962

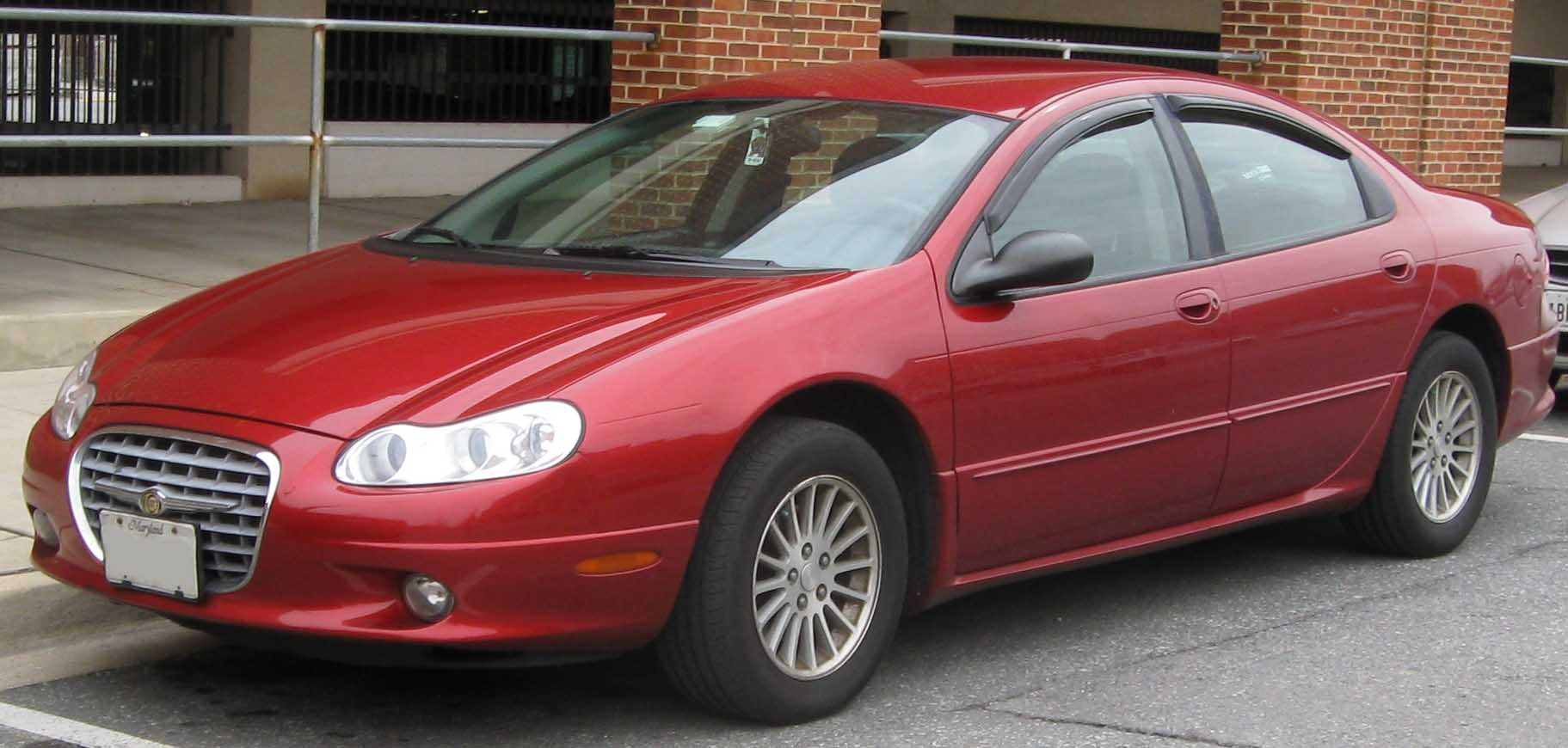
Chrysler Concorde

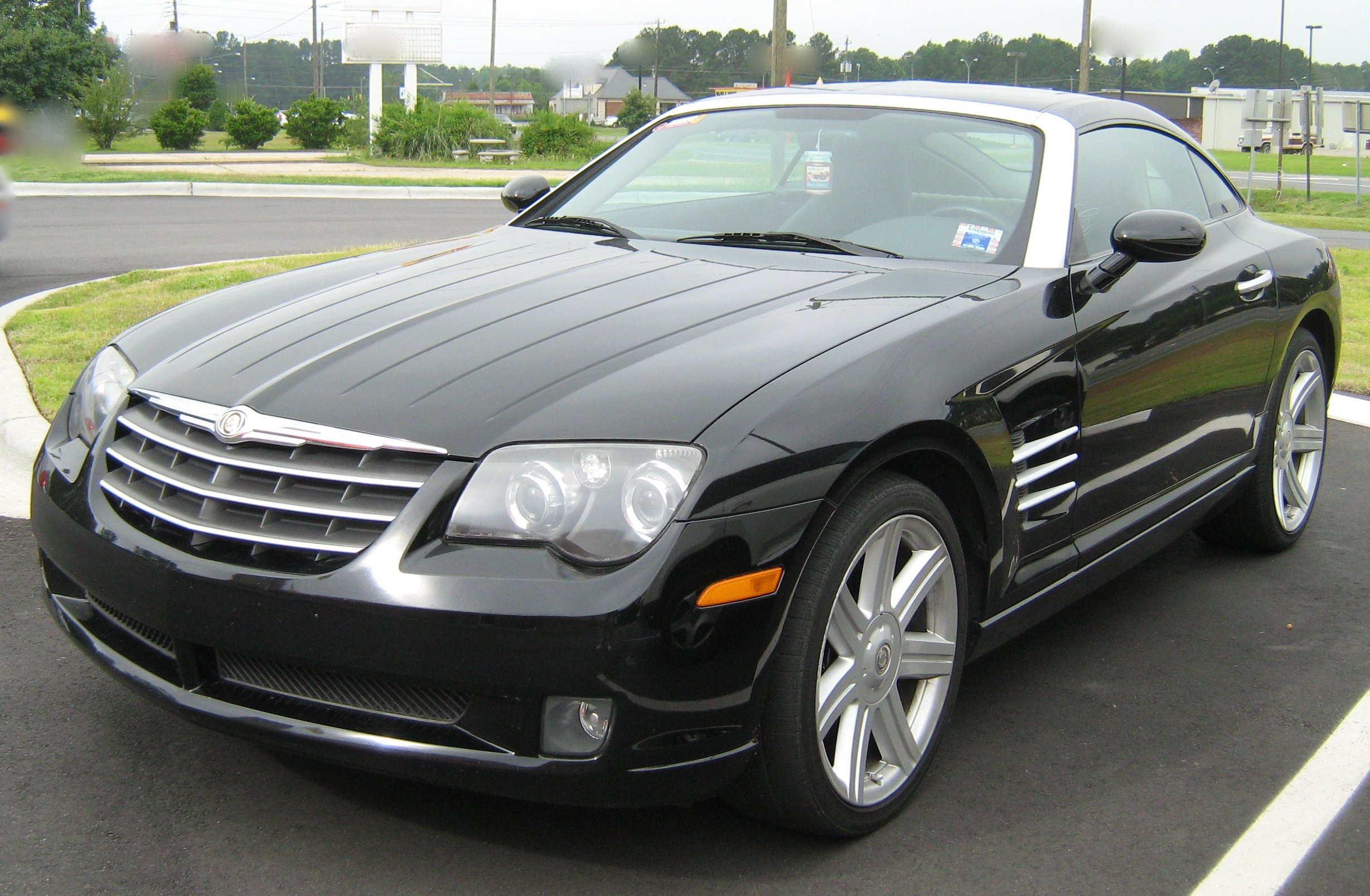
Chrysler Crossifre

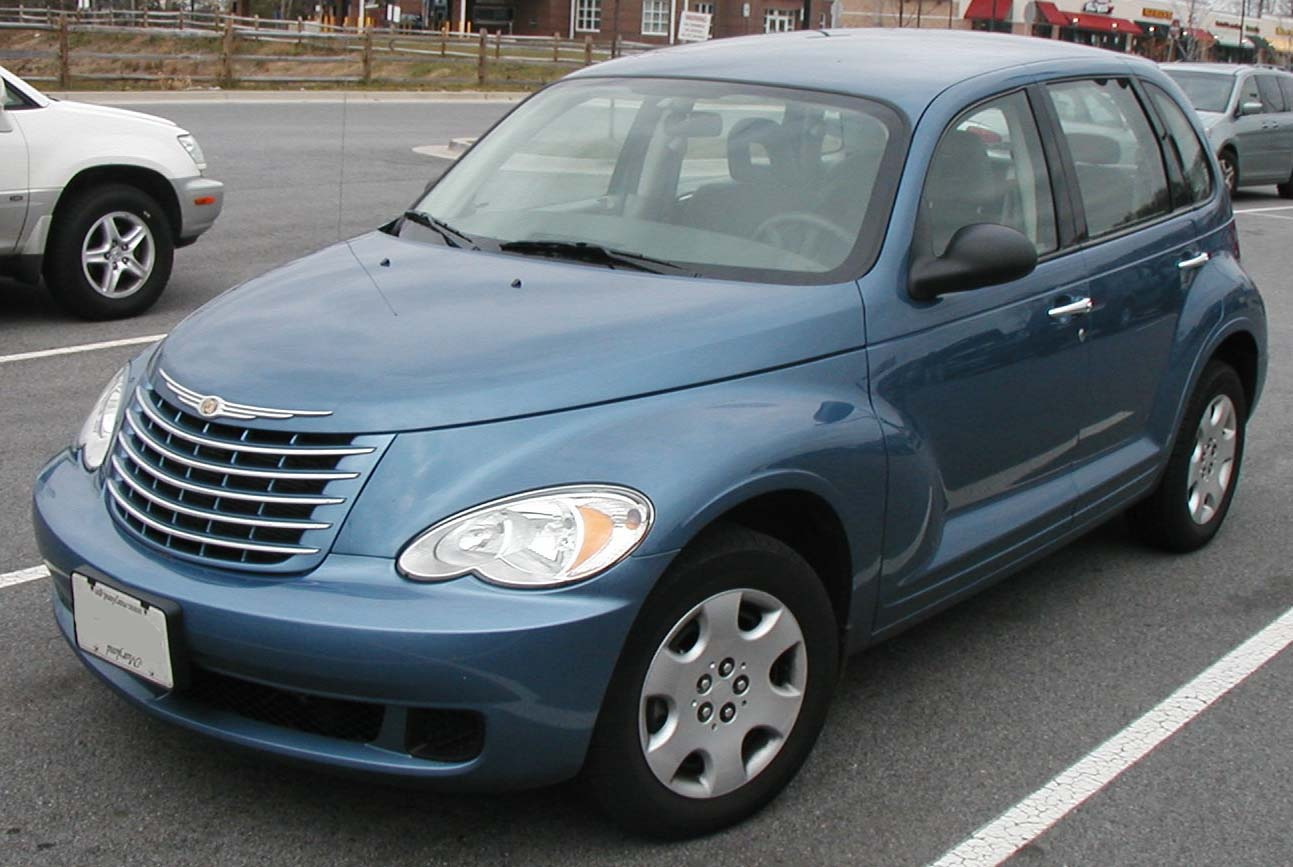
Chrysler PT Cruiser

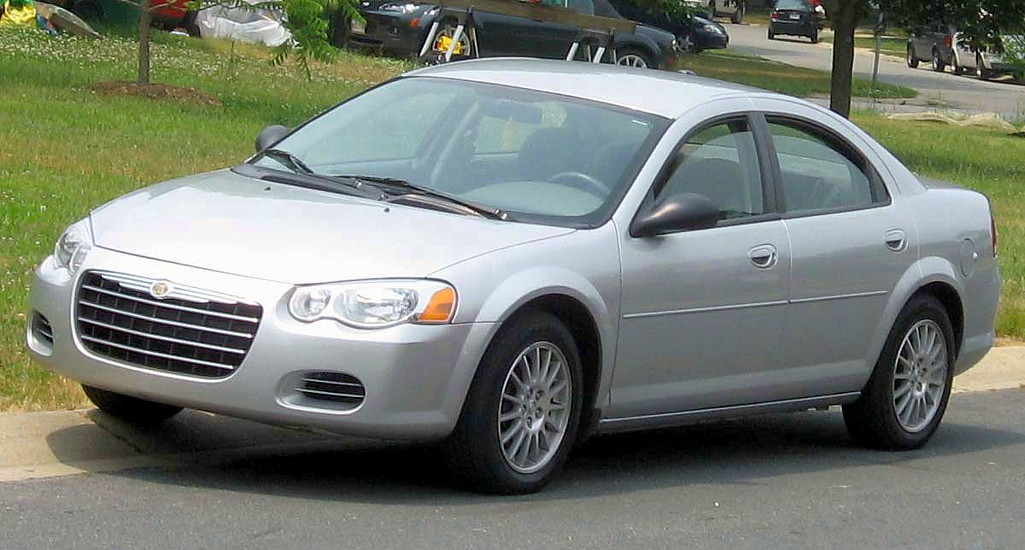
Chrysler Sebring

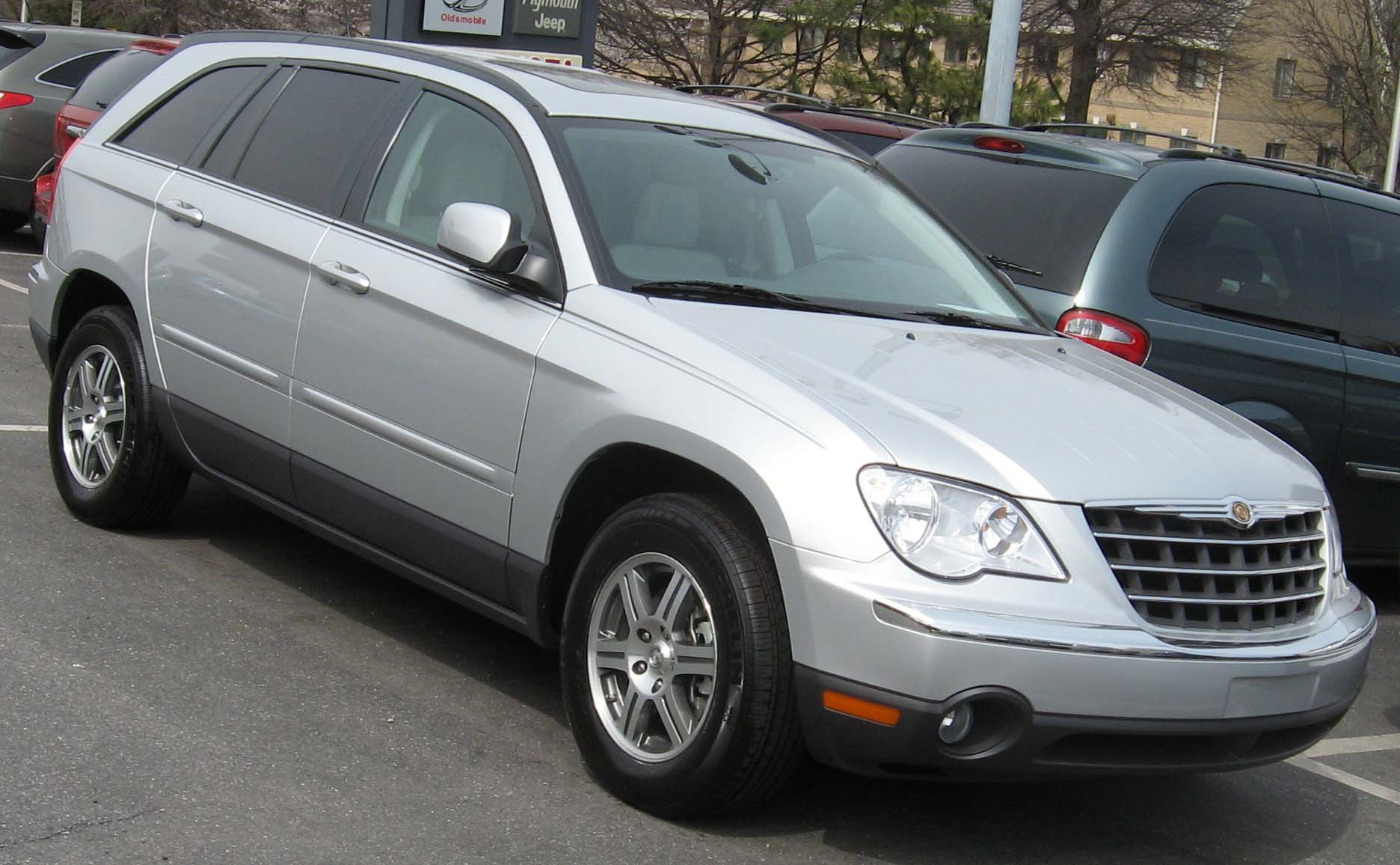
Chrysler Pacifica (2004)

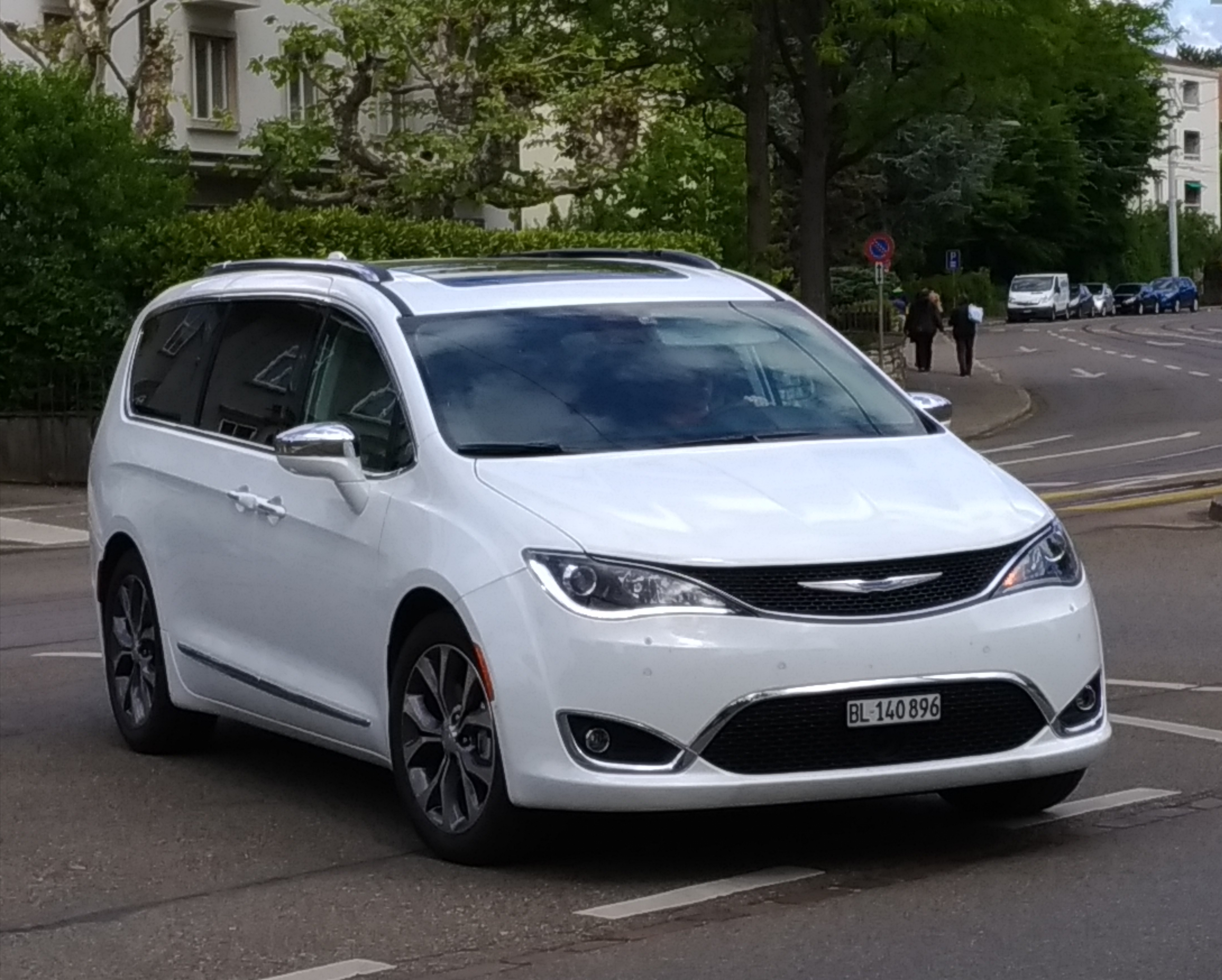
Chrysler Pacifica (2016)

### Chrysler w Kanadzie
Początki Chryslera w Kanadzie rozpoczęły się w 1924 roku, kiedy rozpoczęto produkcję samochodów Chryslera w fabryce Maxwell Motors w Windsor. Po przejęciu tej spółki w kolejnym roku przez Chrysler Corporation, utworzono spółkę Chrysler Corporation of Canada, Ltd i w 1926 roku wyprodukowała ona 7857 samochodów. W 1928 roku Chrysler wybudował nową dużą fabrykę samochodów osobowych w Windsor, która w pierwszym roku działalności – 1929, wyprodukowała 25 400 samochodów. Od 1931 roku zaczęto też produkować ciężarówki Dodge, od 1936 roku Fargo, a od 1938 roku uruchomiono fabrykę silników. Podczas II wojny światowej produkcja została przestawiona na potrzeby wojenne i wyprodukowano m.in. 180 816 ciężarówek.
Po wojnie, w 1949 roku wyprodukowano 64 486 samochodów i ciężarówek. Produkowano samochody marek Plymouth, Dodge, DeSoto i Chrysler, także na eksport. Od 1933 roku do 1959 roku powstawały także odrębne od amerykańskich modele samochodów na rynek kanadyjski, oparte na tańszych modelach Plymoutha, lecz pod marką Dodge, a na eksport także jako DeSoto. Od 1960 roku produkowano też jako osobną markę model Valiant. W 1963 roku nazwę spółki uproszczono na Chrysler Canada Ltd. W 1965 roku USA i Kanada podpisały porozumienie znoszące cła na samochody, co umożliwiło racjonalizację produkcji, bez konieczności duplikowania modeli, i w ciągu kilku lat zlikwidowało odrębności między amerykańskimi a kanadyjskimi modelami. W 1972 roku Chrysler Canada osiągnął 25% udziału w rynku samochodów osobowych w Kanadzie i sprzedał 163 596 pojazdów.

### Obecnie produkowane
- Voyager
- Pacifica

### Historyczne
- Airstream (1935–1936)
- Airflow (1934–1937)
- Newport (1940–1941)
- Royal (1937–1950)
- Newport (1949–1950)
- Imperial (1926–1954)
- Windsor (1940–1966)
- Saratoga (1939–1966)
- 300 letter series (1955–1965)
- 300 non-letter series (1962–1971)
- Newport (1961–1981)
- Cordoba (1975–1983)
- E-Class (1982–1984)
- Executive (1983–1986)
- Laser (1984–1986)
- Town & Country (1941–1988)
- Conquest (1987–1989)
- TC (1989–1991)
- New Yorker Fifth Avenue (1983–1993)
- Daytona (1984–1993)
- Dynasty (1988–1993)
- Imperial (1989–1993)
- LeBaron (1977–1994)
- Shadow (1986–1994)
- LeBaron GTS (1984–1989)
- New Yorker (1939–1996)
- Cirrus (1994–2000)
- LHS (1993–2001)
- Prowler (2001–2002)
- Concorde (1992–2004)
- Intrepid (1993–2004)
- 300M (1998–2004)
- Sebring Coupe (1995–2005)
- Crossfire (2003–2006)
- Pacifica (2003–2008)
- Aspen (2005–2008)
- PT Cruiser (2000–2010)
- Sebring (1996–2010)
- 200 (2010–2016)
- 300 (2004–2023)

## Chrysler w Europie

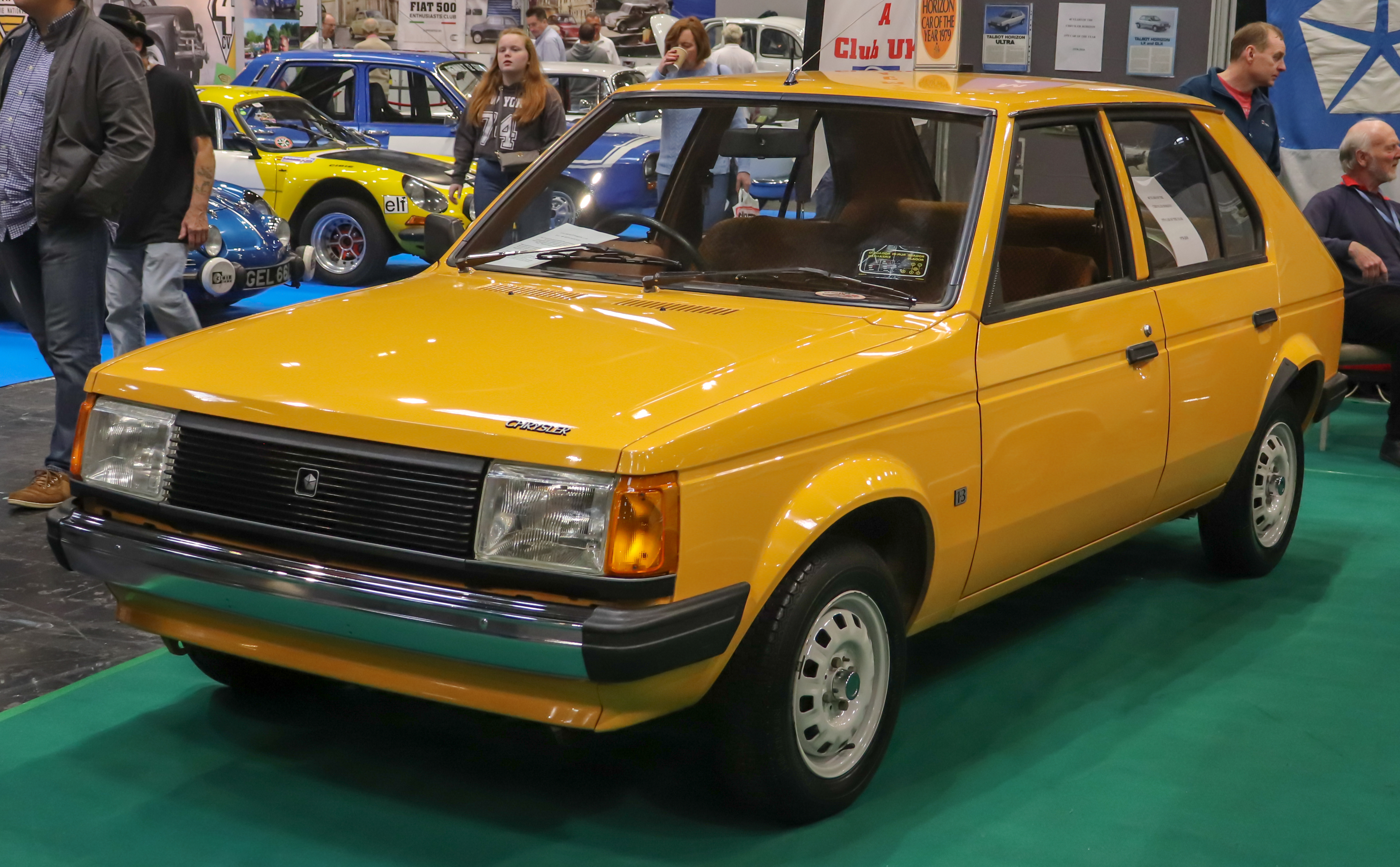
Chrysler Horizon

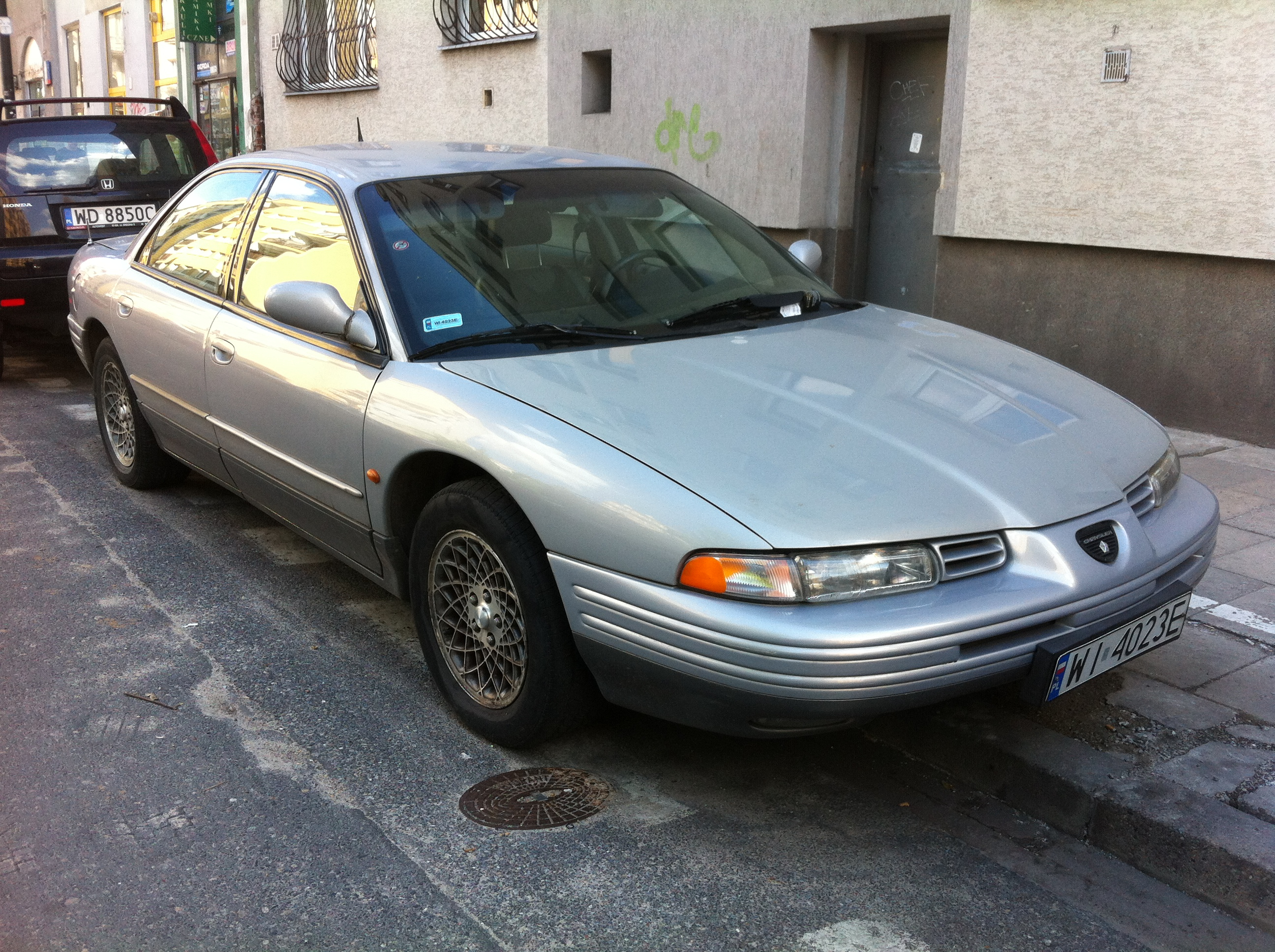
Chrysler Vision

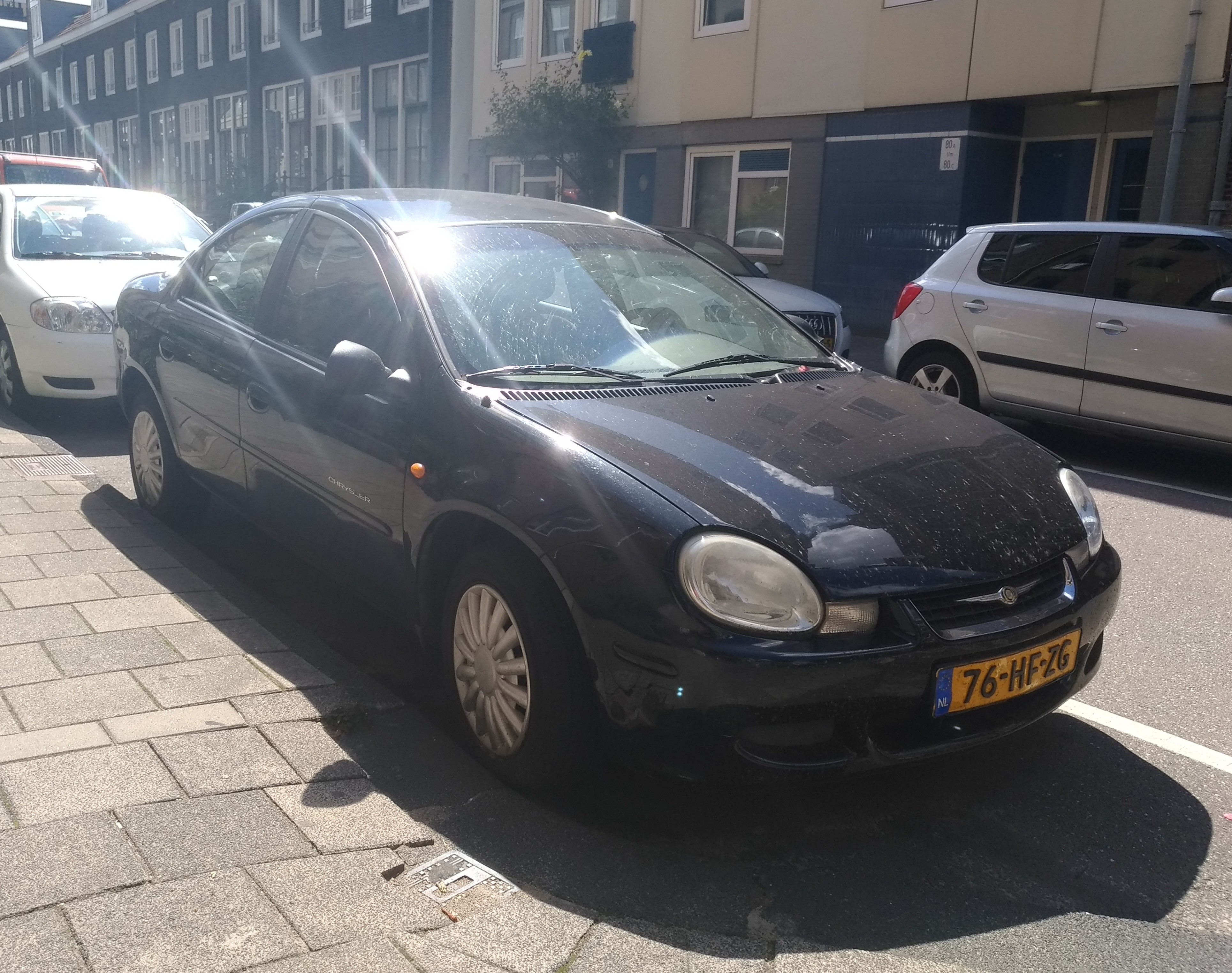
Chrysler Neon

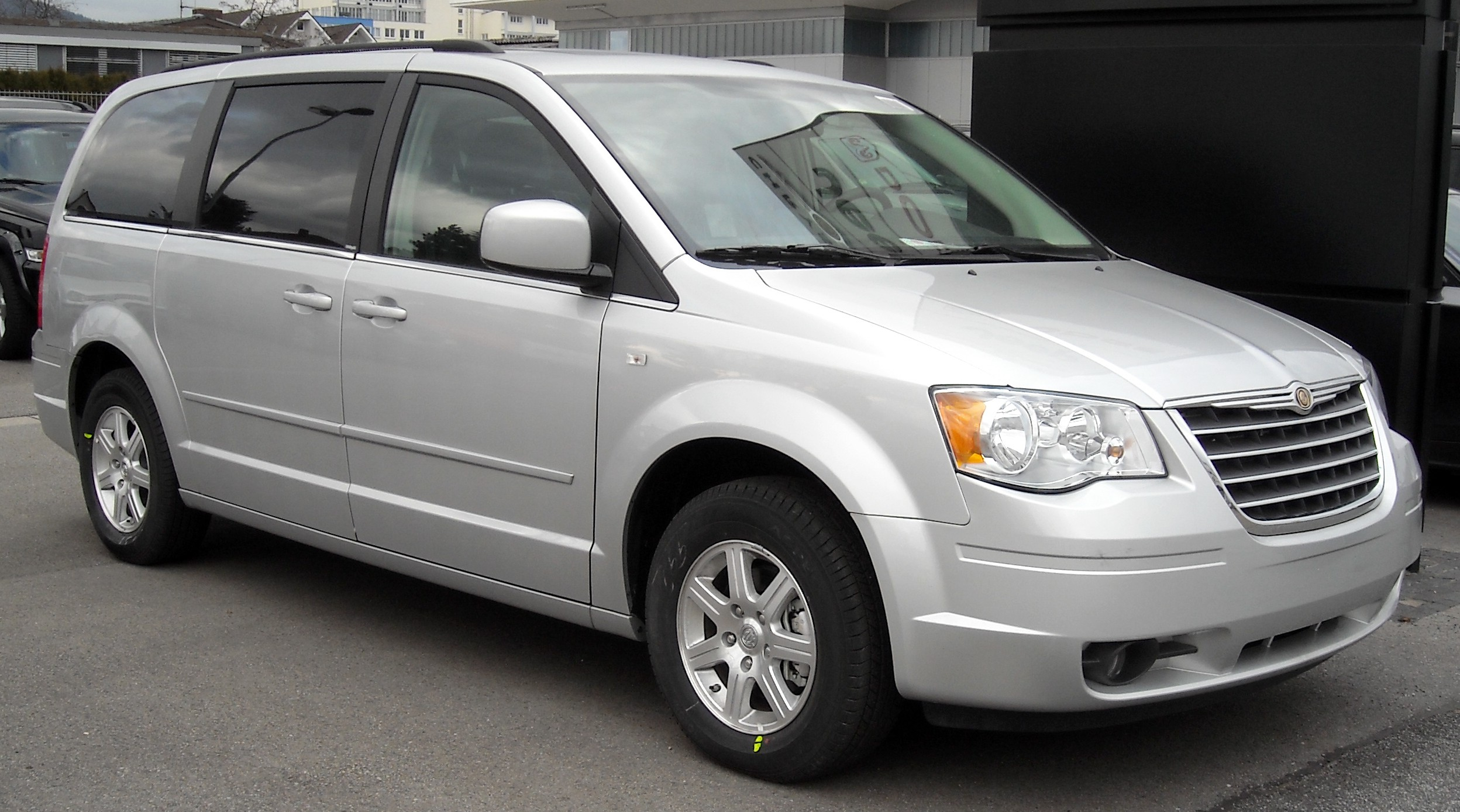
Chrysler Grand Voyager

W 1967 roku Chrysler zdecydował się rozpocząć działalność w Europie, tworząc spółkę Chrysler Europe w ramach międzynarodowej fuzji francuskiej marki Simca, brytyjskiego Rootes Group i hiszpańskiego Barreiros. W kolejnych latach europejski oddział Chryslera rozbudował ofertę o lokalnie opracowane modele, takie jak Sunbeam czy Horizon. W 1979 roku Chrsyler podjął decyzję o sprzedaniu swoich europejskich operacji francuskiemu koncernowi PSA Peugeot Citroën. Część z modeli zostało przemianowanych na markę Talbot, a Chrysler na kolejne 10 lat całkowicie opuścił Europę.
Pod koniec lat 80. XX wieku Chrysler zdecydował się powrócić do sprzedawania samochodów w Europie, tym razem oferując opracowane w Ameryce Północnej konstrukcje o różnym rodowodzie. W większości modele oryginalnie pochodziły z oferty marki Dodge, a niektóre prosto od Chryslera. W latach 1992–1997 oferowano też model Vision wywodzący się z marki Eagle. Chrysler sprzedawał samochody w Europie do 2011 roku, kiedy to nowo powstały koncern FCA podjął decyzję o ponownym wycofaniu się z kontynentu i przemianowaniu tutejszej oferty na markę Lancia. Dłużej, do 2014 roku, Chrysler obecny był wyłącznie w Wielkiej Brytanii i Irlandii.

### Historyczne
- 180 (1970–1979)
- Alpine (1975–1979)
- Avenger (1976–1979)
- Hunter (1976–1979)
- Sunbeam (1976–1979)
- Horizon (1978–1979)
- GS (1986–1987)
- ES (1986–1994)
- Saratoga (1989–1994)
- Vision (1992–1997)
- Stratus (1995–2000)
- Stratus Cabrio (1996–2000)
- Viper (1997–2003)
- 300M (1999–2004)
- Neon (1999–2004)
- Crossfire (2004–2008)
- Sebring (2001–2010)
- PT Cruiser (2001–2010)
- 300C (2004–2010)
- Voyager (1988–2011)
- Delta (2011–2014)
- Ypsilon (2011–2014)

## Chrysler w Australii

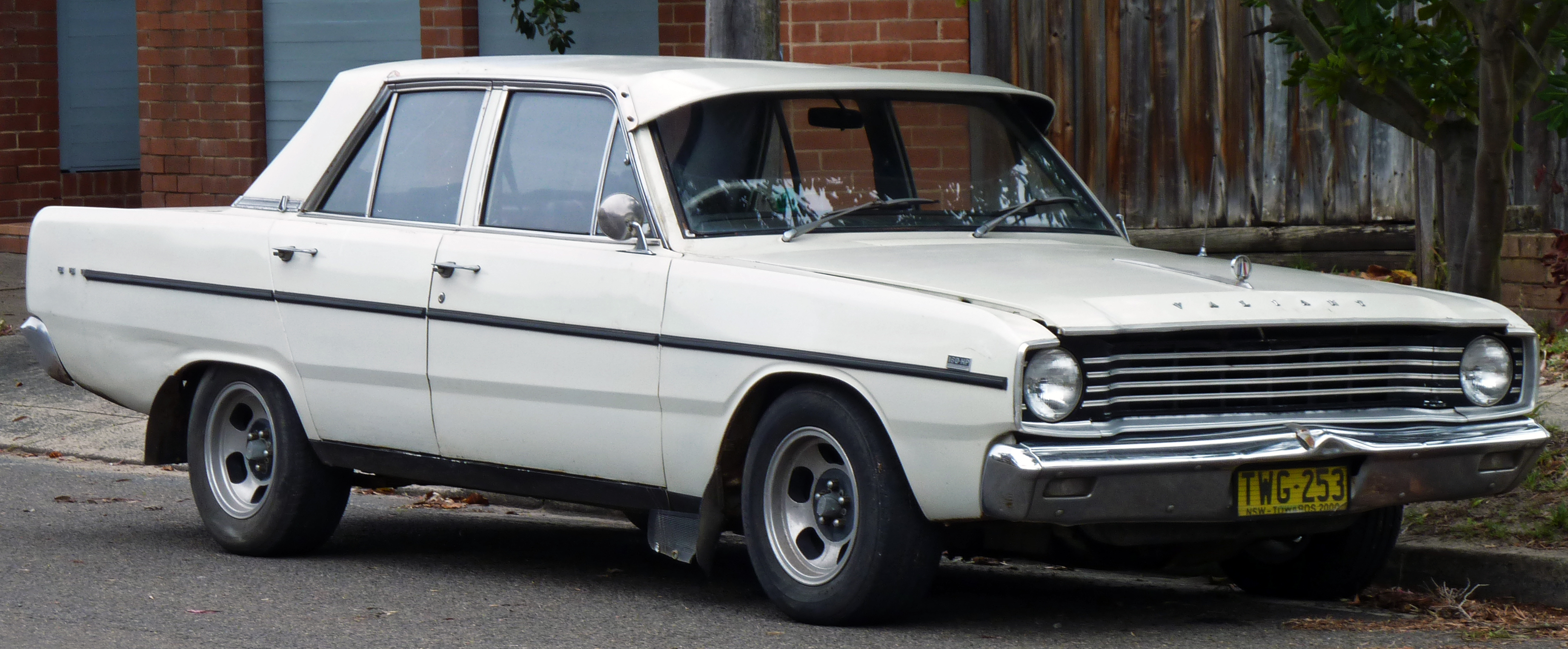
Chrysler Valiant

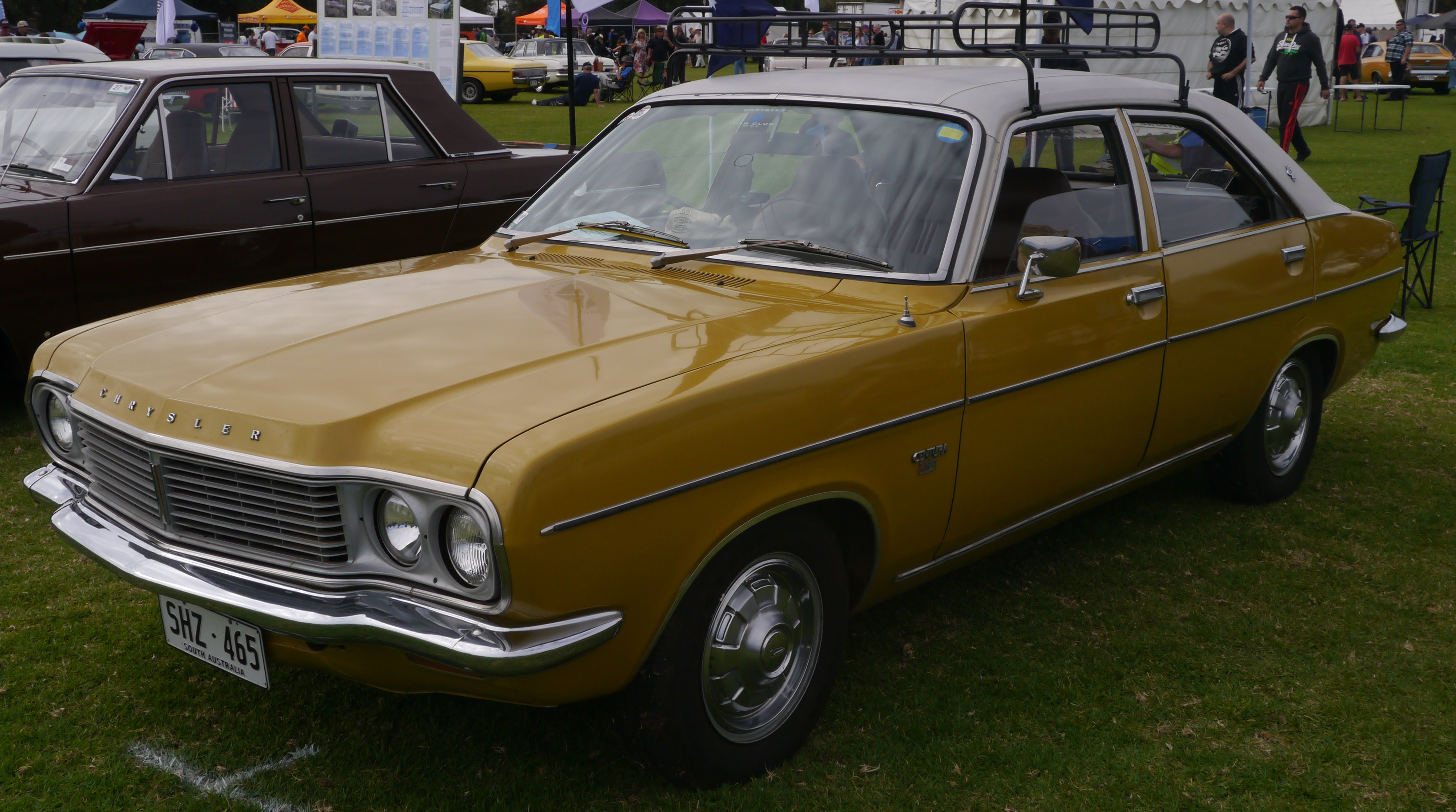
Chrysler Centura

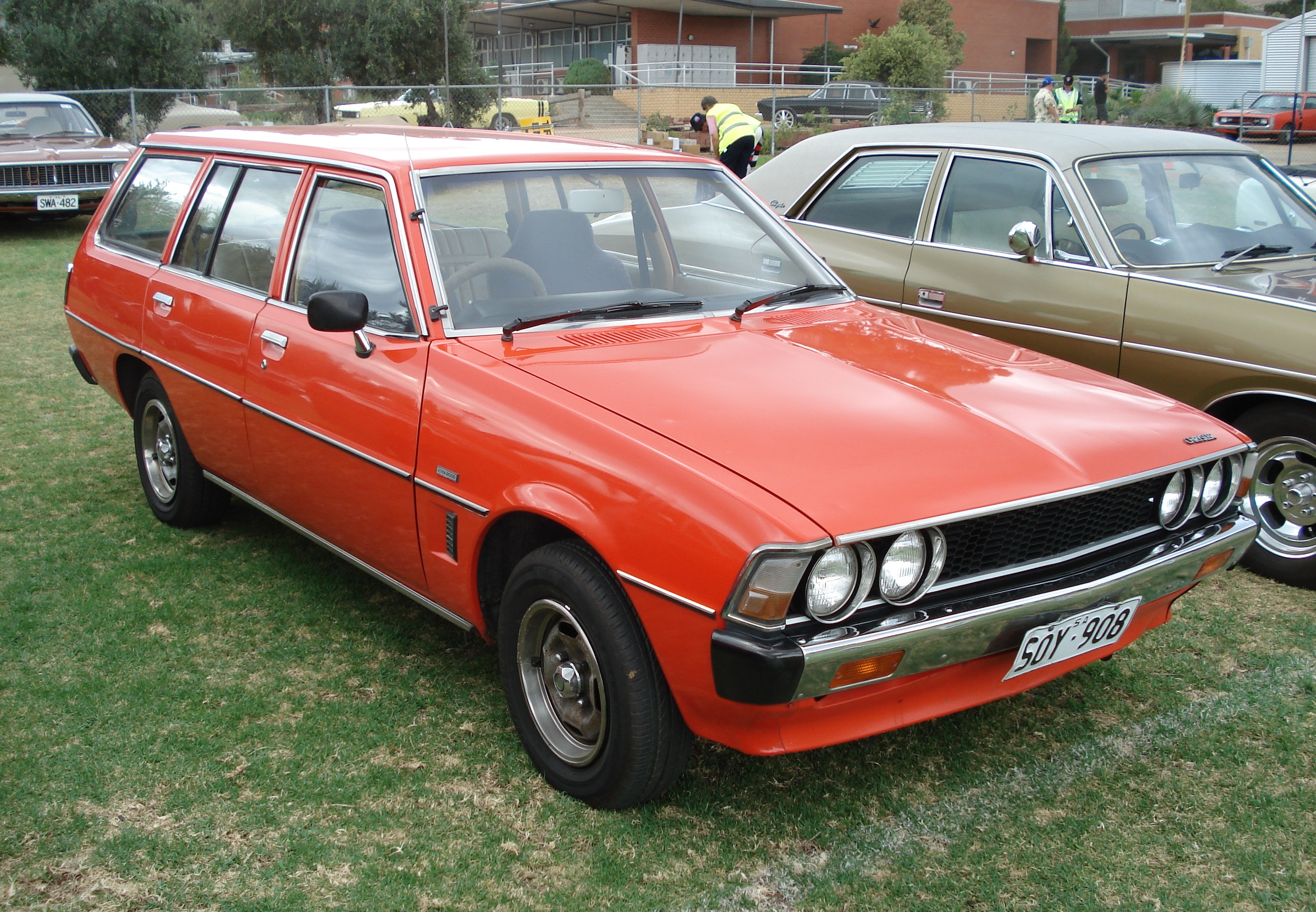
Chrysler Sigma

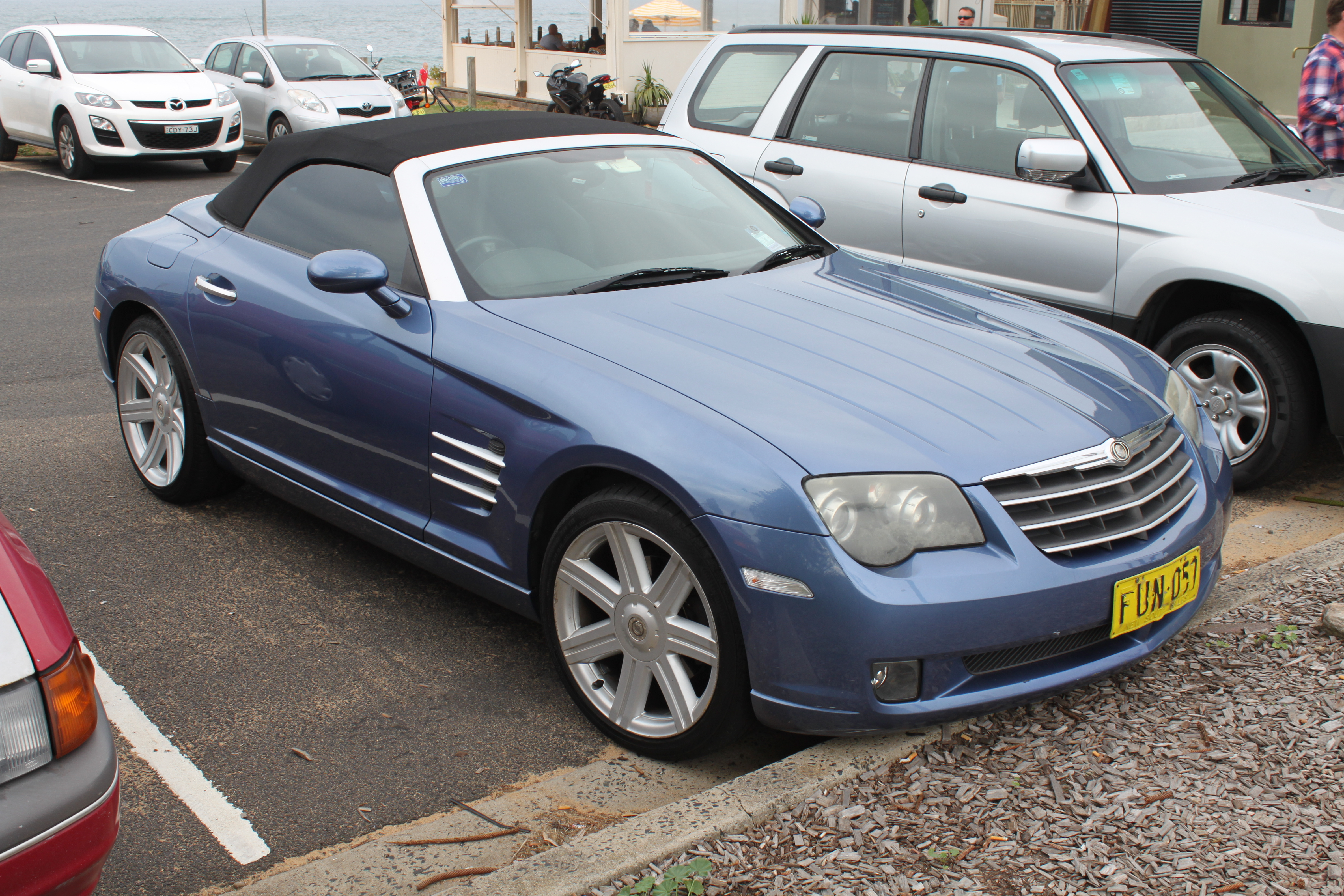
Chrysler Crossfire

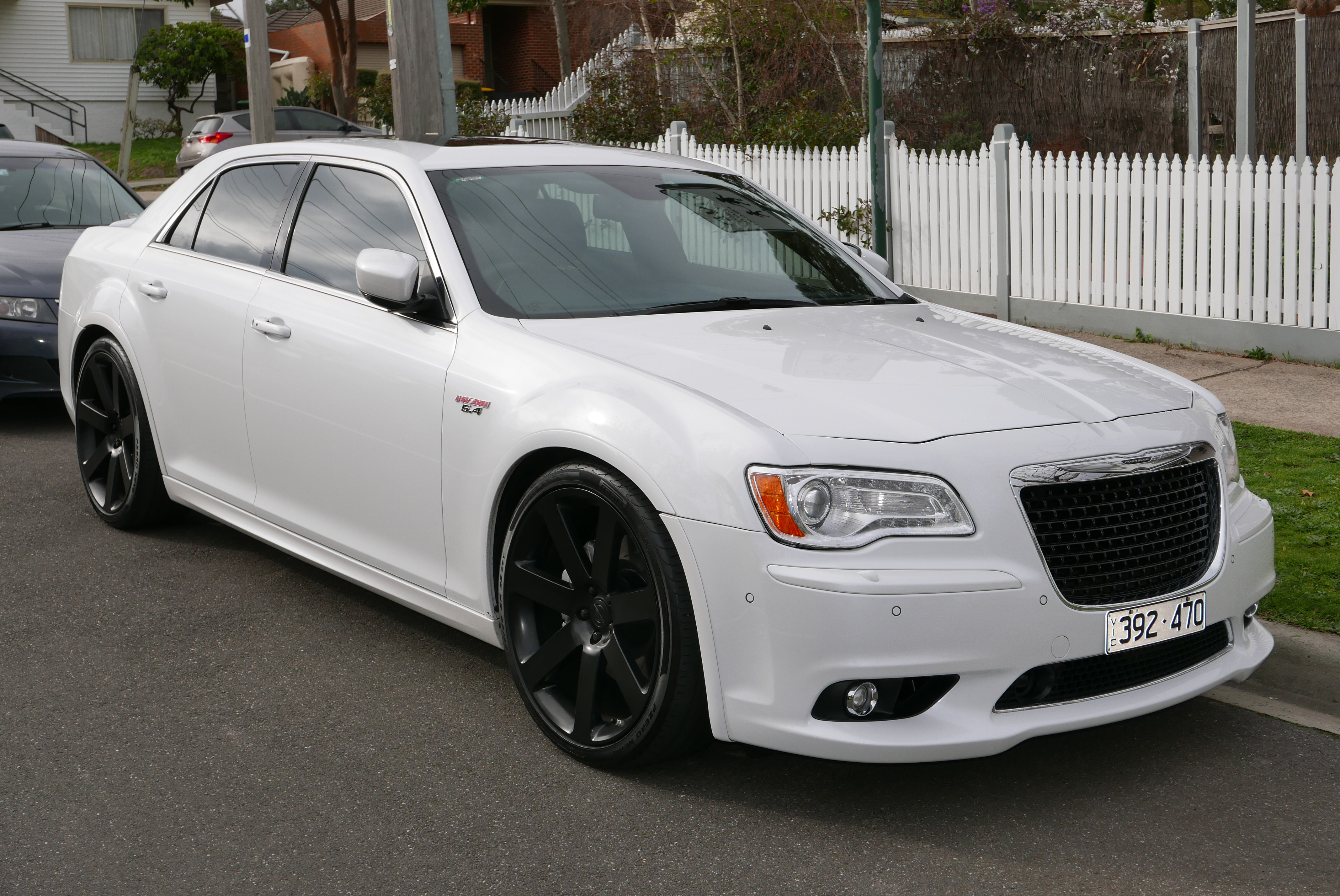
Chrysler 300

W czerwcu 1951 roku Chrysler podjął decyzję o utworzeniu spółki Chrysler Australia Ltd, w ramach której zbudowano oficjalne lokalne przedstawicielstwo marki w tym kraju, a także sąsiedniej Nowej Zelandii. W kolejnych latach Chrysler, podobnie jak konkurencyjne marki, zbudował lokalne zakłady produkcyjne i opracował wiele australijskich modeli dostępnych tylko na lokalnym rynku. W 1980 roku Chrysler podjął decyzję o sprzedaniu swojego australijskiego oddziału Mitsubishi Australia, wycofując się tym samym z tego regionu.
W 1994 roku Chrysler zdecydował się wrócić na rynek australijski, podobnie jak w przypadku rynku europejskiego importując tym razem wybrane modele z własnej oferty i produkty Dodge’a ze znaczkiem Chryslera. W ten sposób Chrysler zachował swój model działalności przez kolejne lata, pozostając na australijskim rynku także po ograniczeniu zasięgu na światowych rynkach w 2011 i 2014 roku. Firma potwierdziła kontynuowanie sprzedaży modelu 300 także w 2017 roku. W listopadzie 2021 zdecydowano się jednakże zakończyć 60-letnią obecność na Antypodach, ogłaszając zakończenie sprzedaży jedynego dotąd modelu 300.

### Historyczne
- Plainsman (1957–1959)
- Wayfarer (1957–1961)
- Royal (1957–1963)
- VIP (1969–1971)
- Valiant Charger (1971–1975)
- Chrysler by Chrysler (1971–1976)
- Valiant Galant (1969–1976)
- Galant (1976–1977)
- Valiant Utility (1965–1978)
- Centura (1975–1978)
- Charger (1975–1978)
- Drifter (1976–1979)
- Avenger (1976–1979)
- D-50 (1976–1979)
- Hunter (1976–1979)
- Sigma Scorpion (1976–1980)
- Sigma (1977–1980)
- Lancer (1979–1980)
- L300 Express (1979–1980)
- Valiant (1962–1981)
- Lancer Hatchback (1977–1981)
- Neon (1999–2004)
- Crossfire (2004–2008)
- Sebring (2001–2010)
- PT Cruiser (2001–2010)
- Voyager (1998–2012)
- 300 (2004–2021)

## Modele koncepcyjne
- Chrysler C-200 (1952)
- Chrysler Falcon (1955)
- Chrysler Norseman (1956)
- Chrysler Turbine Car (1963)
- Chrysler ETV-1 (1979)
- Chrysler Portofino (1998)
- Chrysler Millenium (1989)
- Chrysler 300M (1991)
- Chrysler Patriot (1993)
- Chrysler Cirrus (1993)
- Chrysler Atlantic (1995)
- Chrysler CCV (1996)
- Chrysler Phaeton (1997)
- Chrysler Chronos (1998)
- Chrysler Pronto Cruizer (1999)
- Chrysler Java (1999)
- Chrysler Pacifica (1999)
- Chrysler Citadel (2000)
- Chrysler Natrium (2001)
- Chrysler Crossfire (2001)

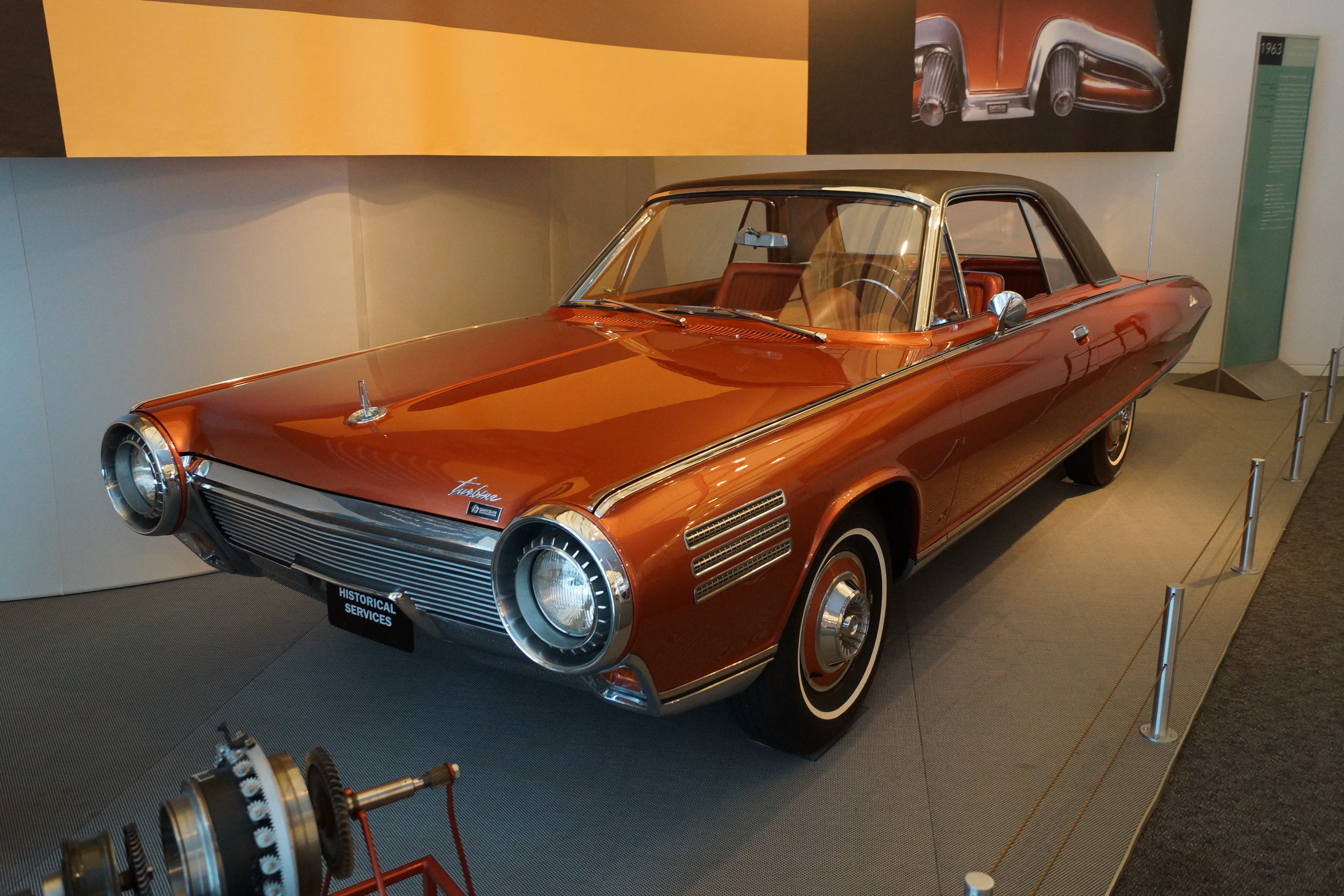
Chrysler Turbine Car

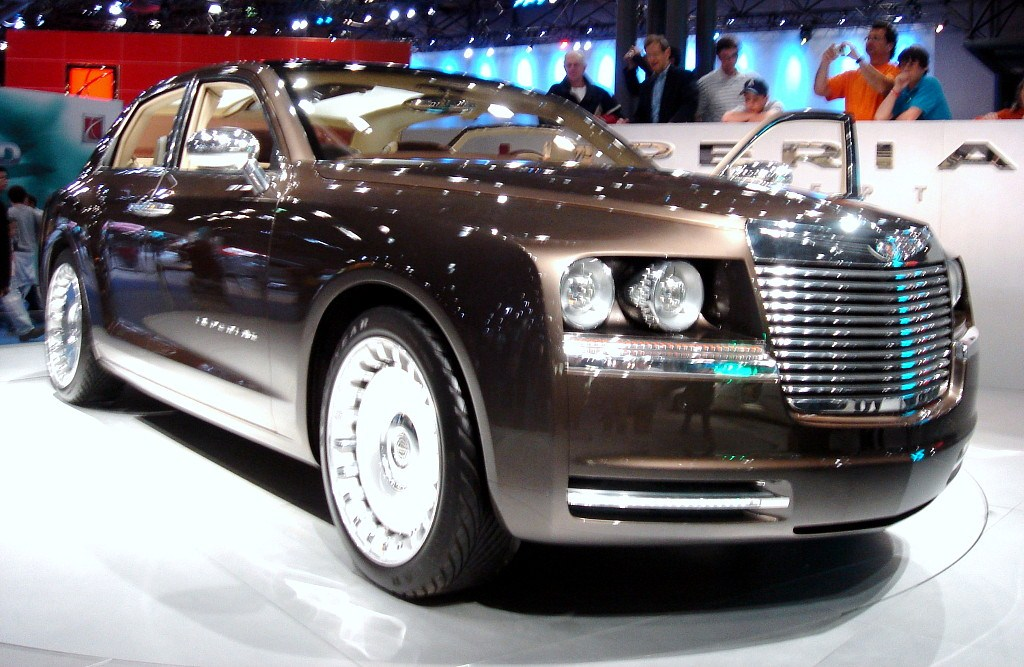
Chrysler Imperial Concept

- Chrysler California Cruiser (2002)
- Chrysler Airflite (2003)
- Chrysler ME Four-Twelve (2004)
- Chrysler Akino (2005)
- Chrysler Firepower (2005)
- Chrysler Nassau (2006)
- Chrysler Imperial Concept (2006)
- Chrysler Nassau (2007)
- Chrysler ecoVoyager (2008)
- Chrysler 200C Concept (2009)
- Chrysler Review GT (2012)
- Chrysler 700C (2012)
- Chrysler Portal (2017)
- Chrysler Airflow EV (2021)
- Chrysler Halcyon EV (2024)